# Bellota
Bellota là một chi nhện trong họ Salticidae.